# Мацарино
Мацарино (итал. Mazzarino) је насеље у Италији у округу Калтанисета, региону Сицилија.
Према процени из 2011. у насељу је живело 11870 становника. Насеље се налази на надморској висини од 541 м.

## Становништво
Према резултатима пописа становништва 2011. у општини је живело 12.333 становника.
| 1936.  | 1951.  | 1961.  | 1971.  | 1981.  | 1991.  | 2001.  | 2011.  |
| ------ | ------ | ------ | ------ | ------ | ------ | ------ | ------ |
| 17.715 | 18.758 | 17.789 | 15.153 | 15.076 | 13.373 | 12.627 | 12.333 |